# Campsey Ash
Campsea Ash of Campsea Ashe is een civil parish in het bestuurlijke gebied Suffolk Coastal, in het Engelse graafschap Suffolk. In 2001 telde het dorp 342 inwoners.